# Від Печьяк
Від Печьяк (словен. Vid Pečjak; нар. 7 січня 1929, Любляна — пом. 27 лютого 2016, Блед) — словенський письменник, психолог, викладач.

## Життєпис
Народився у столиці Словенії Любляні (тоді — Королівство Сербів, Хорватів і Словенців) у сім'ї словенського письменника, поета і драматурга Рудольфа Печьяка. Під час війни і невдовзі після неї був по одному разу на короткий час ув'язнений із політичних причин. Почав писати твори для молоді, навчаючись на філософському факультеті Люблянського університету, де 1956 року здобув диплом за спеціальністю «психологія». Спочатку працював професійним психологом у молодіжному центрі. 1957 року став асистентом, а з 1960 і до виходу на пенсію працював викладачем відділення психології філософського факультету Люблянського університету. З 1975 року — професор загальної психології. Також багато викладав у зарубіжних університетах, особливо американських. Досліджував перш за все питання психології пізнання (синестезію, психолінгвістику, творчість), міжкультурної психології та історії психології (особливо у Словенії) та розробляв оригінальні психологічні моделі з наступної галузі його інтересів — політичної психології. 1993 року став Посланцем доброї волі Республіки Словенії, а в 1998 році йому присвоєно звання почесного професора Люблянського університету.
Його син Андрей Печьяк — всесвітньо відомий словенський новатор в галузі електромобілів, який восени 2014 року встановив світовий рекорд довжини пробігу без підзарядки батарей електромобіля «Metron» Його другий син Єрней Печьяк є засновником — разом зі своєю матір'ю Маринкою Печьяк, дружиною Віда Печьяка і авторкою кухарських книг — словенського кулінарного сайту (kulinarika.net). 

## Творчість
Написав 90 книжок, дві третини — з галузі психології. Більшість його літературних творів — науково-фантастичні оповідання, романи, новели, а також тревелоги і комікси. Деякі його твори вийшли під псевдонімом «Дів Кайчеп» (словен. Div Kajčep) — паліндромом його повного імені.
Чи не найвідоміший твір Печьяка — це його роман для дітей та юнацтва «Drejček in trije marsovčki» (Андрійко і троє марсіянчиків) (1961), що оповідає про маленького хлопчика Дрейчека, який зустрів трьох маленьких марсіян. Головного героя цього твору автор назвав на честь свого старшого сина Андрея, а по онуку Александру названо героїв його наступних книжок із картинками. За згаданий роман письменник отримав премію Левстика, він видавався у Словенії сім разів, його було перекладено на чеську і сербохорватську мови, за романом створено сценічну постановку, яку неодноразово ставили в ляльковому театрі. Успішною була і його п'єса «Збіглий робот» (словен. Pobegli robot), яка потрапила у першу п'ятірку радіо- і телевистав на японському конкурсі  в Токіо. Телефільм «Третє життя», знятий за романом Печьяка, здобув перший приз на міжнародному фестивалі Prix Futura у Берліні. Серед найвідоміших оповідань для молоді та дорослих — збірка новел «Де зникла Ема Лауш» (1980) та «Доктор живих і мертвих» (2004). Всі розповіді психологічно забарвлені, адже автор хоче ними відповісти на основоположні питання про смерть.

## Доробок

### Спеціальна література (наукові і науково-популярні твори)
- Poglavje iz psihologije (1965)
- Višji psihični procesi (1969)
- Psihologija spoznavanja (1975)
- Poti do znanja (1977)
- Znameniti psihologi o psihologiji (1982)
- Nastajanje psihologije: knjiga pogovorov (1983)
- Poti do znanja: metode uspešnega učenja (1986)
- Misliti, delati, živeti ustvarjalno (1987)
- Poti do idej (1990)
- Kako se je podrl komunizem (1990)
- Hitro in uspešno branje (посібник: 1991, 1992)
- Psihologija množice (1994)
- Politična psihologija (1995)
- Psihologija tretjega življenjskega obdobja (1998)
- Učenje, spomin in mišljenje (2002)
- Psihološka podlaga vizualne umetnosti (2006) — професійна монографія
- Psihologija staranja (2007) — професійна монографія
- Človek in ekološka kriza: kaj lahko prispevam k izboljšanju (2010)
- Ustvarjam, torej sem (2013)

### Художні твори
- V objemu zelenega pekla (1956)
- Živali v ukrivljenem zrcalu (1957)
- Drejček in trije Marsovčki (1961) — роман для юнацтва
- Pobegli robot (1967) — книжка з картинками
- Ameriške razglednice (1970)
- Adam in Eva na planetu starcev (1972) — науково-фантастичний роман
- Roboti so med nami, (1974) — науково-фантастичний роман
- Kam je izginila Ema Lauš (1980) — науково-фантастичні оповідання
- Doktor živih in mrtvih (2004) — короткі психологічні науково-фантастичні оповідання
- Beg med zvezde (2004)
- Zadnji odpor ali Iskanje lepe Helene (2007) — короткі психологічні науково-фантастичні оповідання
- Aleks in robot Janez (2007) — книжка з картинками
- Aleks na letečem krožniku (2009) — книжка з картинками
- Kataklizma ali Selenino maščevanje (2010)
- Umba Kumba in lončarjeva hči (2013) — книжка з картинками

## У ЗМІ
- Інтерв'ю з д-ром Відом Печьяком на 3-му каналі «Радіо Словенія» 11 січня 2014 р. (словен.)
- Človek: bogat je tisti, ki daje, [pripoveduje Vid Pečjak; režiser Božo Grlj, DVD video posnetek].
- Mojca Vizjak Pavšič: Bogastvo pogledov in mnenj z vsega sveta : ob knjigi Vida Pečjaka "Znameniti psihologi o psihologiji", ki jo je izdala Cankarjeva založba. Delo, 3. februar 1983.
- Mojca Vizjak Pavšič: Monografija zgodovine in razvoja vede : "Nastajanje psihologije" Vida Pečjaka kot knjiga pogovorov profesorja s študenti. Delo, 19. april 1984.
- Mojca Vizjak Pavšič: Za ustvarjalnost : dr. Vid Pečjak: Poti do idej, tehnike ustvarjalnega mišljenja v podjetjih, šolah in drugje; samozaložba, Ljubljana 1989. Telex, 29. junij 1989.
- Mojca Vizjak Pavšič: Tretja slovenska univerza? Teleks, 2. maj 1985.
- Mojca Vizjak Pavšič: In concreto. Telex, 16. november 1989.
- Mojca Vizjak Pavšič: Strast in navdušenje, strah in pogum : Vid Pečjak: Psihologija množice. Razgledi, 4. marec 1994.
- Mojca Vizjak Pavšič: Otroci za ustvarjalnost potrebujejo pozitivne vzornike : pogovarjali smo se s prof. dr. Vidom Pečjakom. Delo, 8. julij 2004.
- Mojca Vizjak Pavšič: Bomo v spominu kot "prekleti predniki"? : zaslužni profesor dr. Vid Pečjak o psiholoških vidikih ekološke krize. Delo, 27. januar 2011.http://www.delo.si/clanek/138304.